# Rustawi 2
Rustawi 2 (georgisch რუსთავი 2) ist ein privater Fernsehsender aus Georgien mit Vollprogramm. Sein Sitz ist in Tiflis. Rustawi 2 spielte in der Rosenrevolution (November 2003) eine wichtige Rolle bei der Ablösung Präsident Eduard Schewardnadses.

## Profil
Er wurde 1994 in Rustawi gegründet, ist inzwischen der größte private Fernsehsender Georgiens und finanziert sich aus Werbeeinnahmen. Er erreicht etwa 84 % der georgischen Bevölkerung und ist außerhalb Georgiens über Satellit auf Eurasiasat 1 zu empfangen. Siebenmal am Tag werden aktuelle Nachrichten ausgestrahlt. Die Hauptnachrichtensendung Kurier findet täglich um 21 Uhr statt.
Als einer der ersten führte Rustawi 2 US-amerikanische Fernsehformate in Georgien ein. Er überträgt das einzige georgische Frühstücksfernsehen, eine georgische Version der Quizsendung Who Wants to Be a Millionaire? und eine Nacht-Show im Stile von David Letterman. Eine der populärsten Sendungen war die Serie 60 Minuten, die regelmäßig investigative Reportagen vorstellte.
Rustawi 2 ist zugleich Eigentümer der Tiflisser Tageszeitung 24 Saati (dt. 24 Stunden).

## Unterstützung der Demokratiebewegung
Die Sendungen von Rustawi waren bis 2003 regierungskritisch. Am 26. Juli 2001 wurde der Nachrichten-Anchorman Giorgi Sanaia in seiner Wohnung ermordet. Im Oktober und November kam es zu Lichterketten und Protesten in Tiflis. Obgleich der Mord nach Angaben des FBI "auf hohem professionellen Niveau" durchgeführt wurde, konnten die Hintermänner nie aufgespürt werden.
Im November 2001 wurde der Sender von Einheiten des georgischen Staatssicherheitsministeriums einer Razzia wegen angeblicher Steuerschulden unterzogen. Der Minister drohte Generaldirektor Erosi Kizmarischwili in einer Unterredung mit Mord. Öffentliche Kundgebungen für die Pressefreiheit führten zu einer Regierungskrise, nach der Präsident Schewardnadse fast die gesamte Regierung auswechselte.
Im November 2003 stellte sich Rustawi 2 auf die Seite der georgischen Opposition gegen Präsident Schewardnadse. Wenige Tage vor den Straßenprotesten gegen die gefälschten Parlamentswahlen übertrug der Sender eine Dokumentation über die Ablösung Slobodan Miloševićs durch die serbische Oppositionsbewegung, die wie eine Gebrauchsanweisung wirkte. Die Proteste gegen Schewardnadse in Tiflis wurden vom Sender rund um die Uhr live übertragen. Der Sender hatte eine riesige Leinwand im Stadtzentrum errichtet, der die aktuellen Fernsehbilder zeigte. Nach jeder Nachrichtensendung rief Rustawi 2 die Zuschauer dazu auf, sich der Protestbewegung anzuschließen.

## Regierungsnähe
Der Sender unterstützte die Regierung Präsident Micheil Saakaschwilis, welche am 1. Oktober 2012 abgelöst wurde. Generaldirektor Erosi Kizmarischwili, versuchte nach der Rosenrevolution, weiterhin einen regierungsunabhängigen Kurs zu steuern. Er erlaubte den Redakteuren kritische Berichte über fragwürdige Geschäfte des Bruders von Premierminister Surab Schwania. Im Juni 2004 erklärten die georgischen Finanzbehörden, der Sender habe 2,2 Millionen US-Dollar Steuerschulden. Vier Monate später trat Kizmarischwili von der Leitung des Senders zurück und die Regierung verkündete einen Schuldenerlass.
Nachfolger wurde Nika Tabatadse, ein Mitgründer des Senders, früherer Chef des Nachrichtenressorts und zu diesem Zeitpunkt stellvertretender Außenminister Georgiens. Er traf seine Entscheidung nach einer Unterredung mit Präsident Micheil Saakaschwili und Premierminister Surab Schwania. Im September 2006 wurde auch er entlassen. Mehrere Journalisten kündigten dem Sender. Tengo Gogotischwili, ein leitender Rustawi-Redakteur, sagte, Tabatadse habe gehen müssen, weil er bei der Berichterstattung stets auf „eine Balance zwischen Wahrheit und Regierungswünschen“ geachtet habe. Nachfolger als Generaldirektor wurde der Chef einer Werbeagentur.

## Eigentümer
Ursprüngliche Eigentümer von Rustawi 2 waren Erosi Kizmarischwili, David Dwali, Dschardschi
Akimidse und Nika Tabatadse. Von Juli 2004 bis Dezember 2005 gehörte der TV-Sender zu 90 % dem adscharischen Geschäftsmann Kibar Chalwaschi, der das georgische Vertriebsnetz von Procter & Gamble besitzt. 10 % Eigentum am Sender verblieben bei Tabatadse. Chalwaschi galt als unpolitisch, jedoch regierungsnah. Er hatte enge Verbindungen zum damaligen Verteidigungsminister Irakli Okruaschwili, der mehrere Jahre sein Rechtsanwalt war. Am 4. Januar 2006 erwarb David Besuaschwili, ein Bruder des georgischen Außenministers, 22 % der Aktien von Rustawi 2. Chalwaschi behielt 78 %.
Im Sommer 2006 verkaufte Chalwaschi seinen Anteil an das Unternehmen GeoTrans, Beschuaschwili an die Firma Georgia's Industrial Group (GIG). Später gehörte Rustawi 2 zusammen mit dem Fernsehsender Mse TV zu 45 % der GIG. Die übrigen Anteile lagen in den Händen der GeoMedia Group, deren Firmensitz auf den Marshallinseln ist. Wer hinter dem Unternehmen steckt, ist offiziell nicht bekannt. Nach Angaben des früheren Rustawi-Eigentümers Kizmarischwili ist Staatspräsident Saakaschwili im Besitz der GeoMedia-Group-Inhaberaktien. Im Herbst 2008 übernahm der Generaldirektor des Senders, Irakli Tschikowani, 30 % der Firmenanteile des Senders. Der GeoMedia Group gehören danach 40 % der Aktien, 30 % hält Georgia's Industrial Group (GIG).

## Empfang
Rustawi 2 kann in Deutschland über folgenden Satelliten digital empfangen werden:
Eurasiasat 1 auf 42° Ost
12596 MHz, vertikal,
Symbolrate: 25000 Msym/s,
FEC: 5/6